# City Hall (IRT/métro de New York)
Pour les articles homonymes, voir City Hall.
City Hall ou encore City Hall Loops est une ancienne station souterraine du métro de New York qui constituait le terminus sud de la première ligne souterraine de la ville construite par l'Interborough Rapid Transit Company (IRT) et inaugurée le 27 octobre 1904.

## Histoire
Elle est construite sous un espace public en face du City Hall et fut conçue comme un espace de démonstration du nouveau métro. Ses plans furent conçus par l'architecte espagnol Rafael Guastavino. La station bénéficia donc d'un traitement architectural particulier dans un style néoroman, unique parmi les stations de l'IRT. Le 31 décembre 1945, la station fut fermée aux passagers à cause de sa courbe à faible rayon, devenant une station fantôme.
Elle reste cependant utilisée par les métros 6 et <6> pour repartir dans l'autre direction (terminus en boucle).

## Patrimoine ferroviaire
Depuis 2004, elle est inscrite au Registre national des lieux historiques.

Images de la station
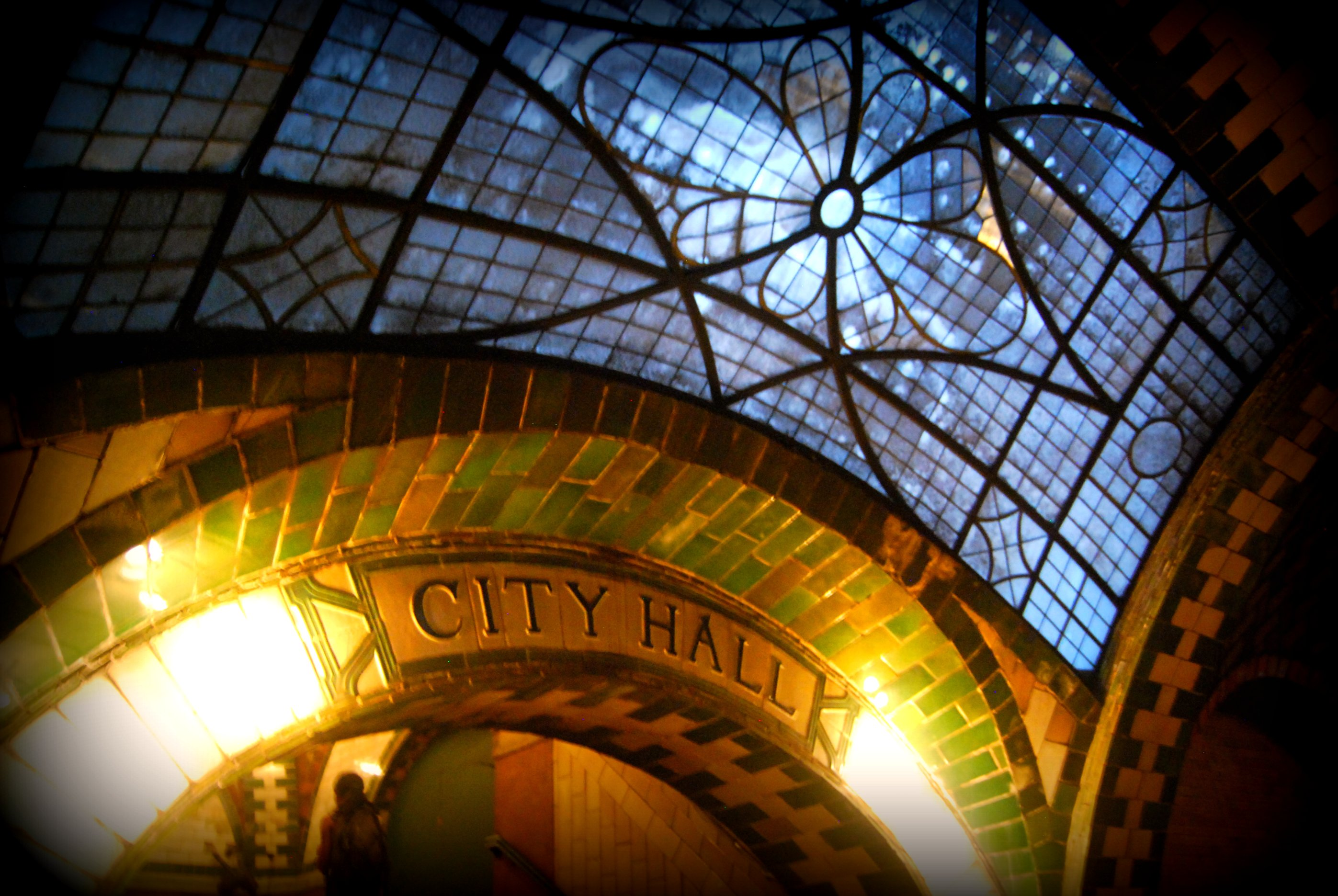
Détail d'un vitrail.
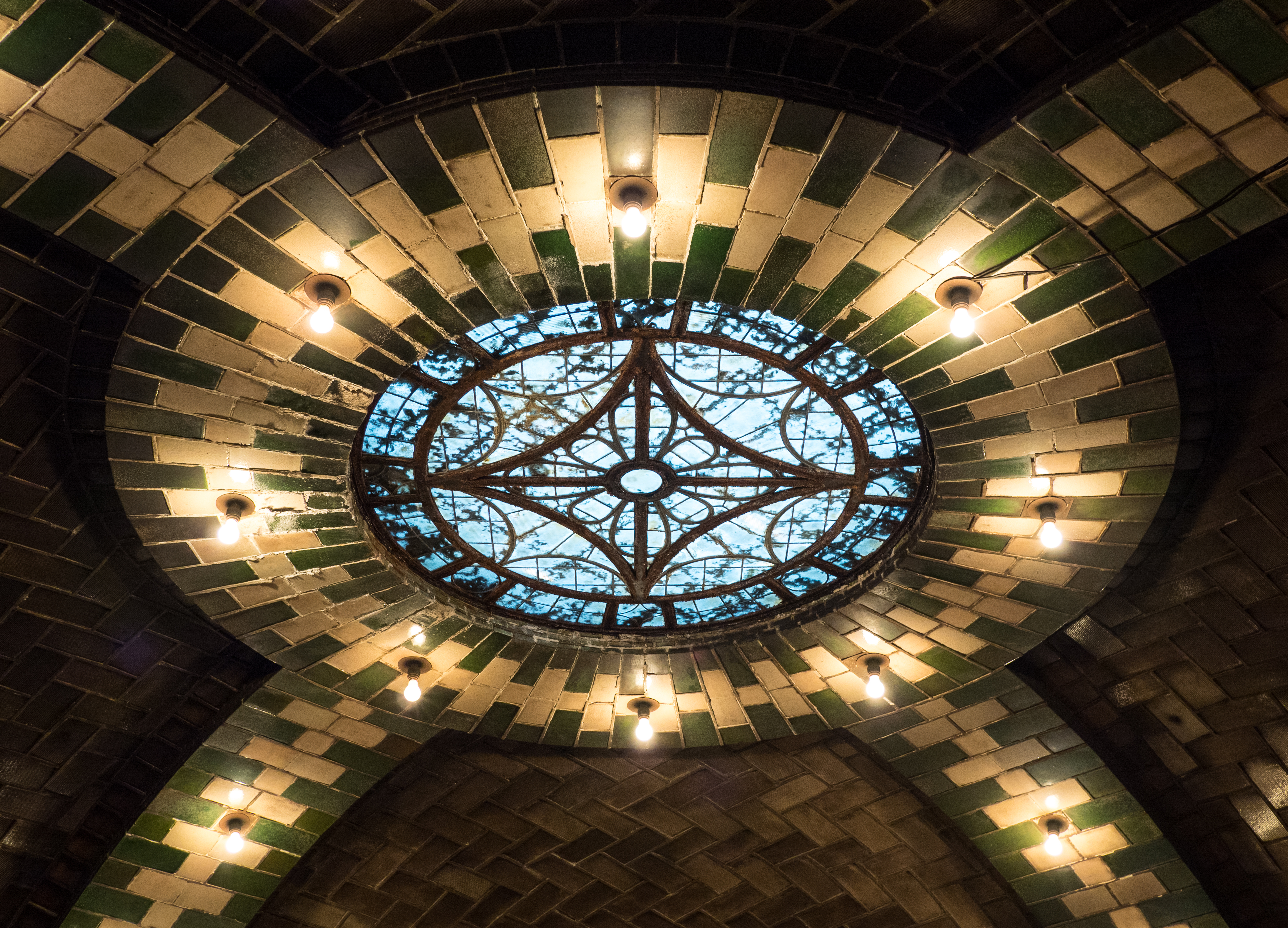
Plafond.

## Dans la culture populaire
Une scène du film Les Animaux fantastiques (2016) s'y déroule.